# MirrorLink
MirrorLink (zu Deutsch etwa: „Spiegelverbindung“) ist ein Standard zur Datenübertragung zwischen einem Mobilgerät, z. B. einem Smartphone, und dem in einem Automobil eingebauten Rechner, der für Navigation und Medienwiedergabe zuständig ist (englisch: „infotainment“ als Kofferwort aus „information“, also Information[-en], und „entertainment“, also Unterhaltung). Dabei werden bestimmte Anwendungsprogramme („Apps“) auf dem Mobilgerät ausgeführt, während Fahrer oder Insassen diese über im Auto eingebaute Bedienelemente (z. B. Knöpfe oder Schalter am Lenkrad oder einen berührungsempfindlichen Bildschirm) steuern können.
MirrorLink greift auf eine Reihe bewährter Verfahren und Protokolle zurück, darunter IP, USB, Wi-Fi, Bluetooth, RTP (für Tonwiedergabe) und UPnP. Zusätzlich verwendet MirrorLink Virtual Network Computing (VNC) als Hauptprotokoll, um die Benutzeroberfläche der Smartphone-App auf den oder die Bildschirme des Autos zu übertragen und im Rückkanal Benutzer-Eingaben und -Kommandos an das Smartphone zu übermitteln.

## Entstehung
Die Entwicklung von MirrorLink begann mit einem Forschungsprojekt: Jörg Brakensiek vom Nokia Research Center in Palo Alto verwendete Arbeitsergebnisse des vom Nokia-Entwicklungslabor in Bochum verfolgten „noBounds!“-Projekts und verwendete sie für den Automobilbereich.
Der ursprüngliche Ansatz von Bernd Steinke, Forscher bei Nokia, sah drei Unterprotokolle vor, die jeweils für niedrigen Stromverbrauch optimiert waren: 2D, 3D und Medienwiedergabe. Die Anforderung, 2D-Grafik über X11 zu unterstützen, resultierte aus der Wahl des Testgeräts, eines linuxbasierten Nokia N800, und dem Wunsch, möglichst bald die Spiegelung des Bildschirminhalts demonstrieren zu können. Für die 3D-Wiedergabe wurde OpenGL ES verwendet, für Transparenzeffekte das Porter-Duff-Verfahren. Bedingt durch die Gegebenheiten des N800, wurde Mesa 3D zum lokalen Abspielen von Medien verwendet, und für die Übertragung („streaming“) ohne Transkodierung wurden OpenMAX, RTP und ein zeitgesteuerter Nebenkanal eingesetzt. Als Ergebnis des Projekts konnte die Benutzeroberfläche auf ein anderes Gerät übertragen werden, Filme wiedergegeben werden und sogar Spiele den entfernten Bildschirm verwenden. Vorführungen dieser Fähigkeiten, die man damals Mobilgeräten gar nicht zutraute, fanden weite Beachtung.
Ein Mitarbeiter der Arbeitsgruppe deutscher  Automobilhersteller Consumer Electronics for Automotive (CE4A), der die Vorführungen gesehen hatte, wandte sich an Nokia, und eine entsprechende Zusammenarbeit begann. Zur Veröffentlichung der ersten Ideen und zu Demonstrationszwecken wurde auf der Konferenz IEEE CCNC 2009 ein Nokia N810 Internet Tablet verwendet. Zusammen mit zwei weiteren Forschern, Raja Bose und Keun-Young Park, beide vom Nokia Research Center in Palo Alto, wurde das sogenannte „Terminal-Modus-Konzept“ entwickelt.
Bei einer Navteq-Veranstaltung im Rahmen der internationalen Frankfurter Automobilausstellung (IAA) im September 2009 demonstrierte Nokia zusammen mit Magneti Marelli eine erste Umsetzung dieses Konzepts. Auf der Genfer Automobilausstellung im März 2010 folgte die Vorführung einer in ein Auto integrierten, prototypischen Lösung. Dabei wurde ein Nokia N97 mit einem Valmet-Versuchsauto gekoppelt. Für die zugehörige Protokollspezifikation wurde eine vorläufige Fassung 0.9 im März 2010 veröffentlicht und im Juli auf der MobileBeat 2010 die Integration in einen VW Passat gezeigt. Eine Demonstration unter realen Bedingungen fand im September statt, kurz bevor die erste offizielle Spezifikation des „Terminal Mode“ am 6. Oktober 2010 verabschiedet wurde. Erstanwender waren Continental (Hannover), Alpine und Clarion.
Aus der Zusammenarbeit von Nokia und CE4A bei der Spezifikation des „Terminal Mode“ ging das „Car Connectivity Consortium“ (sinngemäß deutsch etwa: „Arbeitsgemeinschaft für die Verbindung der Autoelektronik mit anderen Geräten“) hervor. Das Konsortium verband Größen der Automobilbranche und der Mobilgerätehersteller, dazu eine Reihe von Automobil-Zulieferfirmen und sogar einige Hersteller von Netzwerkkomponenten. Am 12. September 2011 wurde „Terminal Mode“ offiziell in „MirrorLink“ umbenannt, und dieser Begriff wurde zu einer eingetragenen Marke des „Car Connectivity Consortium“. Im Mai 2010 hatte das Konsortium 56 Mitglieder, darunter fast alle wichtigen Automobilhersteller und Hersteller von Mobilgeräten weltweit.
Anfang 2016 stellte Škoda mit den Entwicklungspartnern Wireless MirrorLink vor. Die kabellose Verbindung von Telefon und dem Škoda-Infotainmentsystem wurde von Škoda gemeinsam mit den Partnern TechniSat und RealVNC entwickelt. Bei Wireless MirrorLink erfolgt der Datentransfer per WLAN und nicht über USB-Kabel.
Im September 2021 kündigte das Konsortium an, zu Ende September 2023 sämtliche Tätigkeiten im Bereich MirrorLink einzustellen.